# Afolabi Fasogbon
Pas d'image ? Cliquez ici

a Compétitions nationales et continentales officielles uniquement.

b Matchs officiels uniquement.
Dernière mise à jour le 29 décembre 2024.
Afolabi Fasogbon, né le 24 août 2004 dans le Surrey (Angleterre), est un joueur anglais d'origine nigérianne de rugby à XV jouant au poste de pilier droit à Gloucester Rugby.

## Biographie
Afolabi Fasogbon est d'origine nigérianne. Sa famille vient de Lagos puis a émigré vers l'Angleterre où il est né. Il commence le rugby à XV en moins de 14 ans au Saracens Amateur RFC puis est recruté par les London Irish. Au niveau international, il joue avec les moins de 18 ans anglais.
Il signe son premier contrat professionnel avec les London Irish en amont de la saison 2022-2023, puis fait ses débuts professionnels durant celle-ci en septembre 2022 dans un match de Coupe d'Angleterre contre les Harlequins.
Pour la suite de la saison, il est prêté au Esher RFC évoluant en National League 1 et marque un essai lors de ses débuts avec ce club au mois d'octobre 2022.
En 2023, à la suite du redressement judiciaire des London Irish, il rejoint Gloucester Rugby.
En début d'année 2024, il est sélectionné avec l'équipe d'Angleterre des moins de 20 ans et remporte le Tournoi des Six Nations en faisant le Petit Chelem. Plus tard cette année, il joue aussi la finale du Championnat du monde junior remportée contre la France,.
Au mois de novembre 2024, il est sélectionné en équipe d'Angleterre A (équipe d'Angleterre réserve) et affronte l'Australie A (en).